# Friends Provident
Friends Provident este un grup financiar britanic, cu diverse activități în asigurări, pensii, asset management, etc.

## Istorie
Compania a fost fondată de Samuel Tuke și Joseph Rowntree, ambii quakeri, în 1832, în Bradford, fiind o societate prietenoasă pentru membrii Societății Religioase a Prietenilor. În 1854 a devenit o companie în asigurări de viață. În 1918, a achiziționat Century Insurance și în 1926 a cumpărat Liverpool Marine & General Insurance.

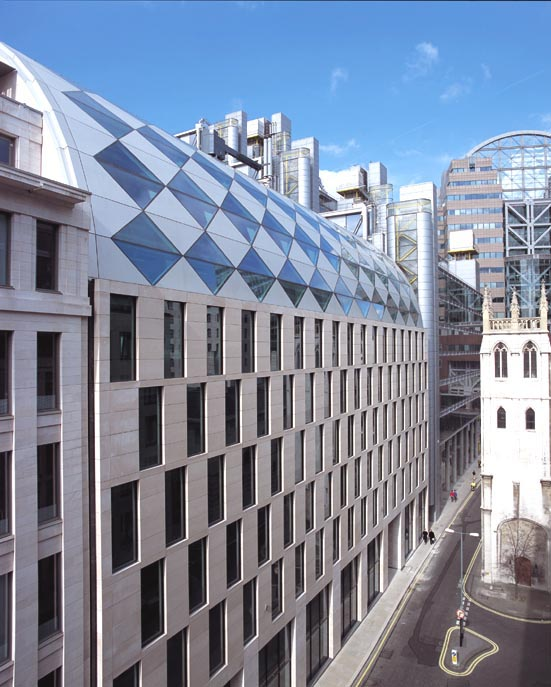
Friends Provident situat în 100 Wood Street, Londra, EC2V 7AN

În 1986 a fuzionat cu UK Provident. În 1992 a devenit partener al fundației Eureko Alliance în asociere cu AVCB (Olanda), Topdanmark (Danemarca) și Wasa (Suedia). Friends Provident, în cadrul  acestei alianțe,  a trecut în Eureko Alliance toate filialele sale din UK Provident (în primul rând  cele din Australia și Canada).
În 1993, a achiziționat operațiunile britanice  National Mutual of Australia, iar în 1998 a achiziționat London & Manchester Assurance.
În iulie 2001, Compania a trecut prin proces de demutualizare și pentru prima oară acțiunile au apărut la Bursa de Valori din Londra.
Pe 21 ianuarie 2008, JC Flowers, neoficial, a venit cu ofertă de 4 miliarde de lire sterline (175  paunți per acțiune). 
Pe 29 martie 2011 Friends Provident și-a schimbat numele în Friends Life.

## Operațiuni
Afacerea britanică Life and Pensions comercializează o gamă de protecție a vieții, protecția veniturilor, pensii și produse de investiții pentru clienți individuali și clienți corporativi în întregul Regat Unit. Afacerile internaționale de viață și pensii operează în întreaga Europă, Asia și Orientul Mijlociu.

## Senior management
Trevor Matthews sa alăturat organizației în calitate de director executiv la 30 iulie 2008. Salariul său anual pentru acest rol este de 720.000 £.

## Poziția etică
Friends Provident a fost prima casă de investiții din Marea Britanie, care a oferit un fond de investiții pe deplin etic, numit fondul Stewardship.

## Membrii grupului Friends Provident
- Friends Provident Life and Pension Limited - oferă asigurări de viață, pensii și investiții în Marea Britanie;
- Friends Provident Life Assurance Limited - oferă asigurări de viață și investiții la nivel mondial în conformitate cu legislația engleză;
- Friends Provident International Limited - oferă asigurări de viață și investiții la nivel mondial și operează în conformitate cu legislația insulei Man.